# Friedrich Melchior Grimm
Friedrich Melchior Grimm (Regensburg, 1723. december 26. – Gotha, 1807. december 19.) báró, német születésű francia író, diplomata, irodalomkritikus, enciklopédista.

## Élete
Tanulmányai elvégeztével házi tanítója lett Schönberg grófnak és vele Lipcsébe és Párizsba ment. Utóbbi helyen felolvasója lett a szász-gothai örökös hercegnek: zene-tanulmányai révén összeköttetésbe lépett Rousseau-val és általa Diderot-val, Jean le Rond d’Alembert-rel, Holbach báróval, Louise d’Épinay asszonnyal stb. Később Friesen gróf titkára volt. Ennek halála után az orléans-i herceg titkára, majd 1776-ban ügyvivője lett a gothai hercegnek, aki őt bárói rangra emelte. A forradalom kitörésekor elhagyta Párizst és 1795-ben orosz államtanácsos és miniszteri ügyvivő lett Hamburgban. Fő műve: Correspondance littéraire, philosophique et critique (Párizs 1812-13, 17 kötet, Supplément hozzá uo. 1814., újonnan kiadta Taschereau, uo. 1829-31; 15 kötet, később Tourneux, uo. 1878-82; 16 kötet). E mű az 1753-1791 közötti francia irodalomnak bő történetét adja. Másik nevezetes műve Grimmnek: Correspondance inédite de G. et Diderot (Párizs, 1829).